# Luísa Tomás
Luísa Tomás (24 de março de 1983) é uma basquetebolista profissional angolana.

## Carreira
Luísa Tomás integrou a Seleção Angolana de Basquetebol Feminino, em Londres 2012, que terminou na décima segunda colocação.